# Port de la Madelon
Le port de la Madelon est un port de plaisance situé sur l’Authie, à proximité de son embouchure au fond de la baie d'Authie ; l’emplacement du port, au lieu-dit « La Madelon », se partage entre les communes de Waben et Groffliers, dans le département du Pas-de-Calais.

## Le port
Alors placé sous la protection du château de Waben, cet ancien port de pêche était très florissant au Moyen Âge. Il a de nombreuses années accueilli la flotte de pêche de Berck.
L'envasement de la baie d'Authie a favorisé sa reconversion en port de plaisance. Les installations portuaires se résument à un ponton à proximité d’un parking, dans le cours du Fliers, affluent de l'Authie, au lieu-dit « La Madelon ». Des prises électriques et l'accès à l'eau douce complètent l'équipement.

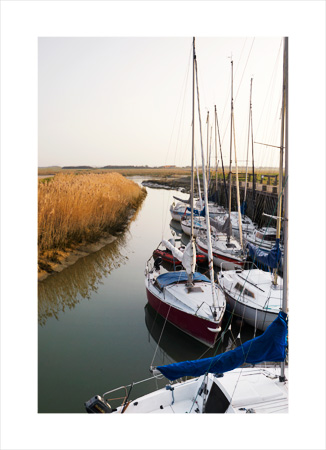
Bateaux de plaisance au Port de la Madelon, en 2011.

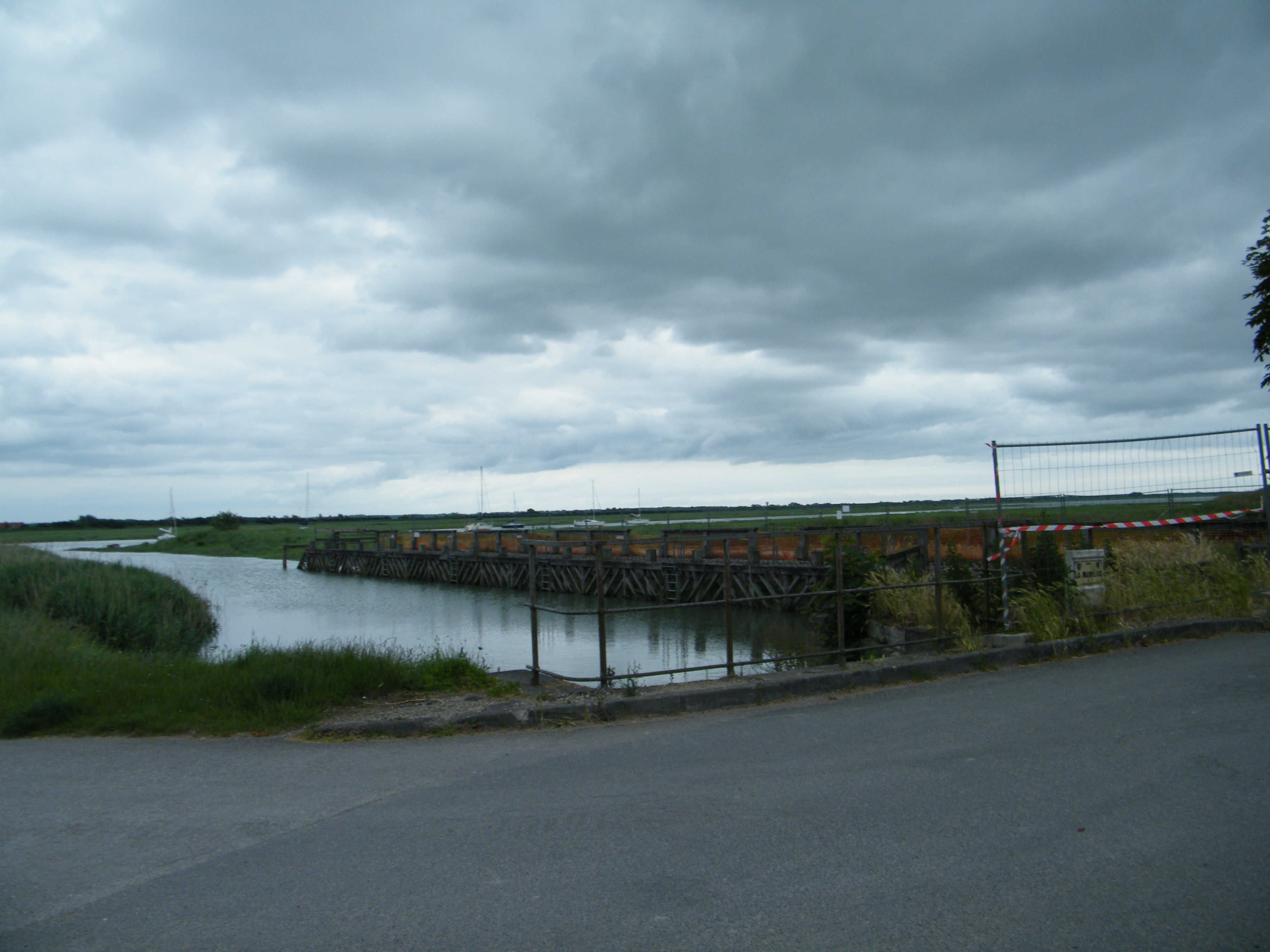
L'estacade à marée haute en 2014.

La Madelon a été le port d’attache de la Marianne Toute Seule, une réplique de bateau de pêche traditionnel berckois, de type flobart.

Pratiquement plus aucun bateau n'accoste au ponton du port, y compris la Marianne toute seule qui se trouve désormais dans un hangar.

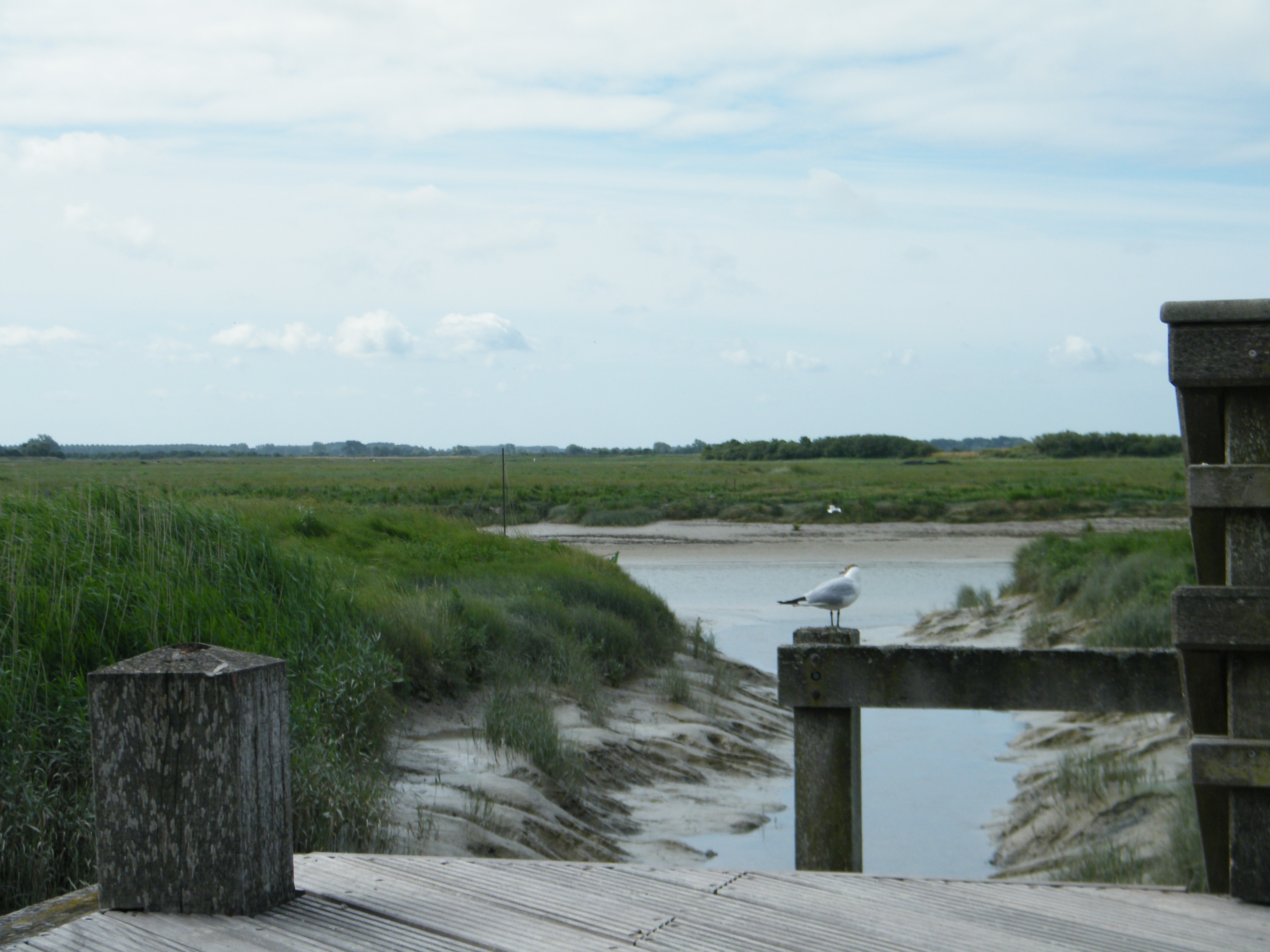
Confluent Fliers-Authie.

## Environnement
Lieu de promenade, l’endroit est le départ d’un sentier de randonnée, Le tour de Groffliers, permettant de découvrir la baie d’Authie et la zone des « Bas champs ».